# Eurypteryx falcata
Eurypteryx falcata là một loài bướm đêm thuộc họ Sphingidae. Nó được tìm thấy ở Papua New Guinea.